# Ronde van Frankrijk 2018/Zevende etappe
De zevende etappe van de Ronde van Frankrijk 2018 werd verreden op vrijdag 13 juli 2018 van Fougères naar Chartres.

## Wedstrijdverloop
De zevende etappe is de langste van deze Ronde en kent meerdere aanvallen. De eerste die wegrijdt van het peloton is de Belg Thomas Degand. Hij krijgt geen medevluchters en laat zich al snel weer inlopen. De volgende aanval komt van Yves Lampaert en Oliver Naesen; ze krijgen met Thomas De Gendt, Julien Vermote en Edward Theuns nog drie landgenoten mee. Verder proberen ook Lukas Pöstlberger, Tony Gallopin, Michael Gogl, Simon Gerrans en Arthur Vichot weg te komen, maar dat mislukt eveneens omdat de sprintersploegen samenwerken.
De volgende aanval is van Yoann Offredo, hij krijgt echter wel de zege van het peloton en weet meer dan negen minuten bij elkaar te fietsen. Nadat er waaiers ontstaan, wordt ook hij weer ingerekend en komt alles weer bij elkaar. De laatste aanval komt er van Laurent Pichon; hij krijgt maximaal twee minuten. Hij houdt er wel de prijs van de strijdlust aan over. De wedstrijd eindigde in een sprint die Dylan Groenewegen wint voor Fernando Gaviria en Peter Sagan.

## Uitslag
| Rituitslag Fougères - Chartres (231 km) |                    |                     |          |
| Plaats                                  | Naam               | Ploeg               | Tijd     |
| Winnaar                                 | Dylan Groenewegen  | Team LottoNL-Jumbo  | 5u43'42" |
| 2                                       | Fernando Gaviria   | Quick-Step Floors   | z.t.     |
| 3                                       | Peter Sagan        | BORA-hansgrohe      | z.t.     |
| 4                                       | Arnaud Démare      | Groupama-FDJ        | z.t.     |
| 5                                       | Christophe Laporte | Cofidis             | z.t.     |
| 6                                       | John Degenkolb     | Trek-Segafredo      | z.t.     |
| 7                                       | Daryl Impey        | Mitchelton-Scott    | z.t.     |
| 8                                       | André Greipel      | Lotto Soudal        | z.t.     |
| 9                                       | Andrea Pasqualon   | Wanty-Groupe Gobert | z.t.     |
| 10                                      | Mark Cavendish     | Team Dimension Data | z.t.     |
|                                         |                    |                     |          |
| 15                                      | Timothy Dupont     | Wanty-Groupe Gobert | z.t.     |

| Algemeen klassement |                    |                           |           |
| Plaats              | Naam               | Ploeg                     | Tijd      |
| Gele trui           | Greg Van Avermaet  | BMC Racing Team           | 28u19'25" |
| 2                   | Geraint Thomas     | Team Sky                  | + 6"      |
| 3                   | Tejay van Garderen | BMC Racing Team           | + 8"      |
| 4                   | Julian Alaphilippe | Quick-Step Floors         | + 9"      |
| 5                   | Philippe Gilbert   | Quick-Step Floors         | + 15"     |
| 6                   | Bob Jungels        | Quick-Step Floors         | + 21"     |
| 7                   | Rigoberto Urán     | EF Education First-Drapac | + 48"     |
| 8                   | Alejandro Valverde | Movistar Team             | + 54"     |
| 9                   | Rafał Majka        | BORA-hansgrohe            | + 55"     |
| 10                  | Jakob Fuglsang     | Astana Pro Team           | + 56"     |
|                     |                    |                           |           |
| 18                  | Bauke Mollema      | Trek-Segafredo            | + 1'21"   |

## Nevenklassementen
| Puntenklassement |                    |                   |        |
| Plaats           | Naam               | Ploeg             | Punten |
| Groene trui      | Peter Sagan        | BORA-hansgrohe    | 234    |
| 2                | Fernando Gaviria   | Quick-Step Floors | 203    |
| 3                | Alexander Kristoff | UAE Team Emirates | 105    |

| Bergklassement |                  |                     |        |
| Plaats         | Naam             | Ploeg               | Punten |
| Bolletjestrui  | Toms Skujiņš     | Trek-Segafredo      | 6      |
| 2              | Sylvain Chavanel | Direct Énergie      | 4      |
| 3              | Dion Smith       | Wanty-Groupe Gobert | 4      |

| Jongerenklassement |                      |                  |           |
| Plaats             | Naam                 | Ploeg            | Tijd      |
| Witte trui         | Søren Kragh Andersen | Team Sunweb      | 28u20'31" |
| 2                  | Egan Bernal          | Team Sky         | +27"      |
| 3                  | Pierre Latour        | AG2R La Mondiale | +2'17     |

| Ploegenklassement |                   |           |
| Plaats            | Ploeg             | Tijd      |
|                   | Quick-Step Floors | 85u38'02" |
| 2                 | BMC Racing Team   | + 8"      |
| 3                 | Team Sky          | + 1'50"   |
| 4                 | Bahrain-Merida    | + 3'56"   |
| 5                 | Movistar Team     | + 4'01"   |

## Opgaven
Geen opgaven in deze etappe.
1e etappe ·
2e etappe ·
3e etappe ·
4e etappe ·
5e etappe ·
6e etappe ·
7e etappe ·
8e etappe ·
9e etappe ·
10e etappe ·
11e etappe ·
12e etappe ·
13e etappe ·
14e etappe ·
15e etappe ·
16e etappe ·
17e etappe ·
18e etappe ·
19e etappe ·
20e etappe ·
21e etappe
Startlijst · Eindstanden · Afbeeldingen